# Rock Sound
Pour le magazine, voir Rock Sound (magazine)
Rock Sound est une ville des Bahamas.